# بروس وارنر
بروس وارنر (بالإنجليزية: Bruce Warner)‏ هو متزحلق جبال الألب جنوب أفريقي، ولد في 5 يونيو 1970 في بلومفونتين في جنوب أفريقيا.